# Nautilocalyx pusillus
Nautilocalyx pusillus är en tvåhjärtbladig växtart som beskrevs av Feuillet. Nautilocalyx pusillus ingår i släktet Nautilocalyx och familjen Gesneriaceae. Inga underarter finns listade i Catalogue of Life.